# Вяление

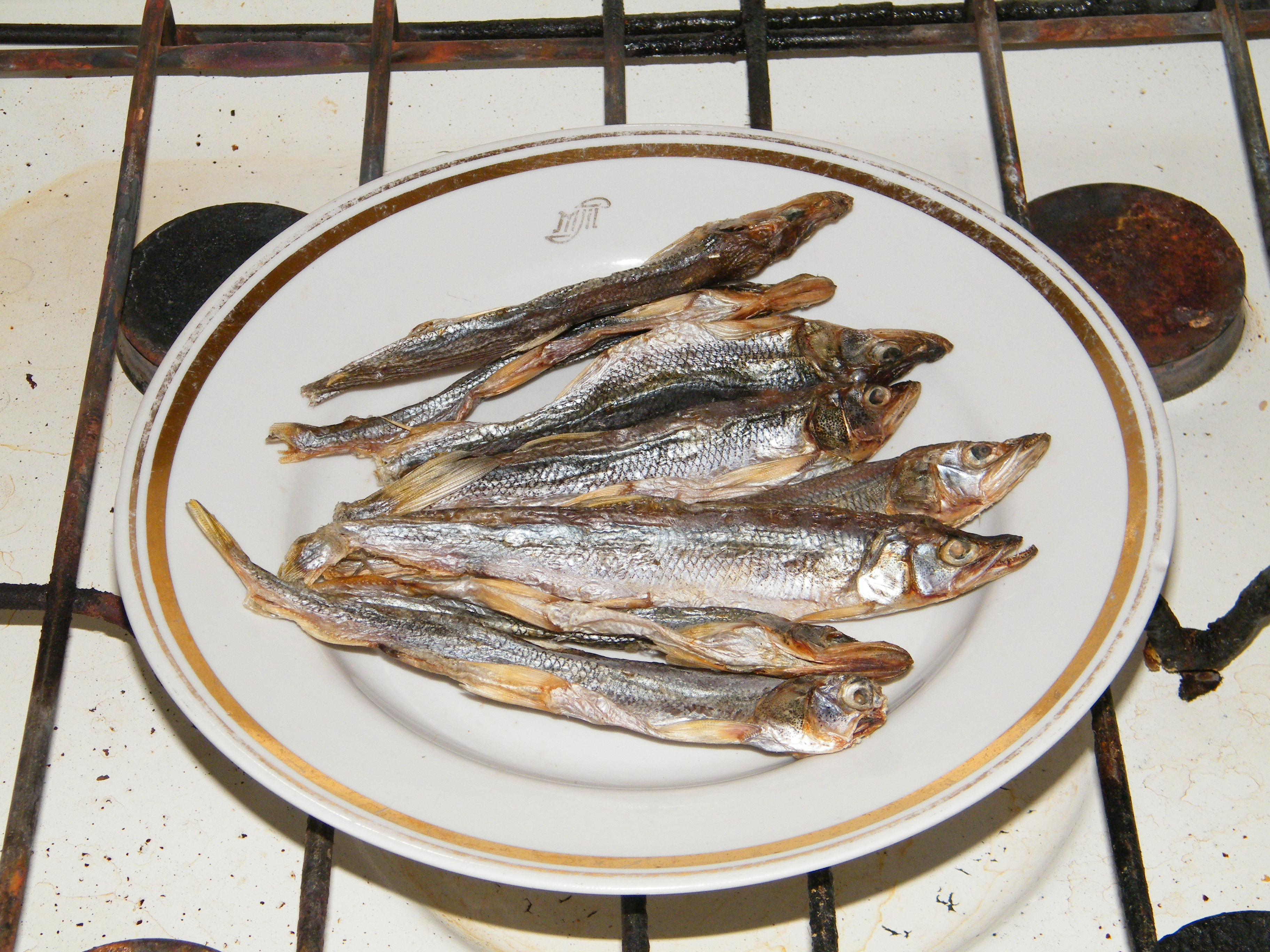
Вяленая корюшка (Osmerus mordax)

Вяление — разновидность холодной сушки органических продуктов. В процессе вяления происходит обезвоживание высушиваемого материала при температурах до 40 градусов Цельсия — ниже температуры тепловой денатурации белков при воздействии на материал солнечного света.
Вяление подразумевает прохождение в продукте сложных биохимических процессов, связанных с активизацией ферментов под действием солнечного света на фоне снижения влажности в материале и образованием сложных белково-липидных комплексов, придающих материалу упруго-эластичные и вкусовые свойства.
В вяленых продуктах, в отличие от сушёных методом холодной сушки, жир перераспределён по толще мышечной ткани. В продуктах, изготовленных методом холодной сушки, жиры сконцентрированы в местах их накопления в живой природе. Вяленый продукт менее склонен к потере жира при технологической обработке, что повышает визуальную привлекательность продукта и за счёт этого своего свойства, более стоек в хранении — связанные жиры не подвержены быстрому окислению и прогорканию. Процесс вяления родственен процессу созревания, который также характеризуется образованием соединений белков и жиров в продукте. Вкус вяленых продуктов гармоничный, свойственный созревшим продуктам.

## Процесс

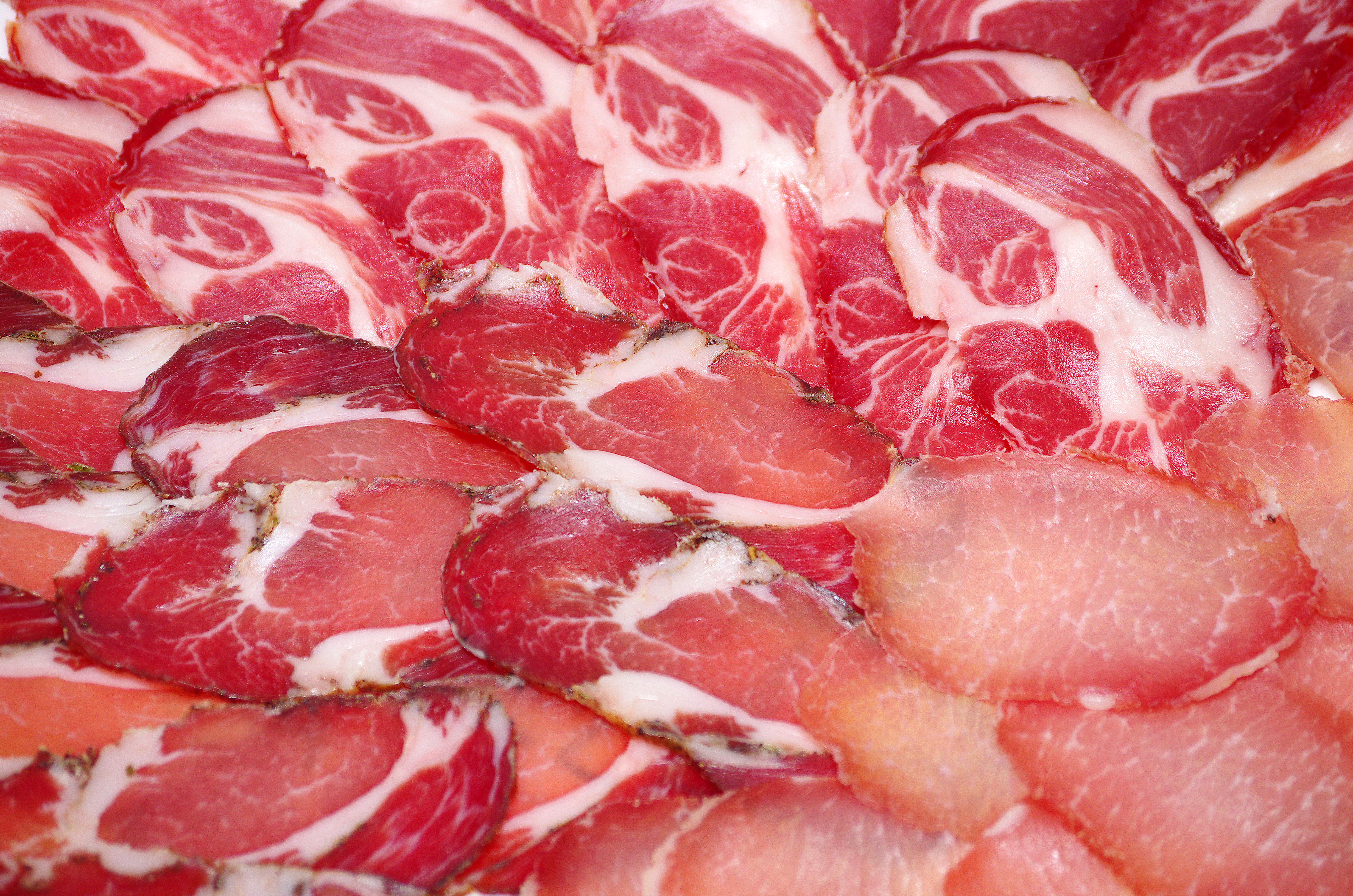
Вяленая свинина

Спектры солнечного света, влияющие на процессы вяления, недостаточно изучены. По мнению ряда исследователей, ключевым фактором является ультрафиолетовый спектр. Но практические работы точно не подтверждают, но и не отрицают данные утверждения.
Вяление, как и холодная сушка, происходит при постоянном подводе небольшого количества тепла, расходуемого на испарение влаги с поверхности продукта. Увеличение количества теплоты, подаваемого к высушиваемому продукту, приводит к денатурации белков и как следствие — необратимым негативным изменениям продукта.
Вяление — один из самых древних способов консервации продуктов. В настоящее время при изготовлении вяленой продукции используют искусственные сушилки, которые не позволяют получать вяленый продукт, так как технологические процессы происходят в темноте. В связи с этим резким переходом от сушки в естественных условиях, понятие вяленый продукт размылось и используется торговыми работниками для продвижения сушёного продукта. При прочих равных условиях вяленый продукт имеет более высокую пищевую ценность, трудоёмкость в производстве, и как следствие высокую стоимость, что и послужило размытию понятия вяление. Основной причиной трудоёмкости производства является более долгий срок изготовления, связанный с продолжительным протеканием ферментных процессов, в отличие от продуктов холодной сушки, где основным процессом является обезвоживание.
Ошибочно считать, что вяленый продукт имеет более высокую влажность, чем высушенный методом холодной сушки. Процесс вяления считают законченным, когда за счёт обезвоживания и окончания деятельности ферментов, активность воды в мышечной ткани снижается настолько, что блокируется жизнедеятельность пагубной микрофлоры, что и позволяет выдерживать долгие сроки хранения.
Вяленый продукт, за счёт приобретённых свойств, гораздо менее гигроскопичен, чем сушёный и значительно меньше подвержен усушке и отмоканию при хранении.

## Вяление мяса и рыбы
О заготовке рыбы коренными народами Крайнего Севера, Сибири и Дальнего Востока см. Юкола.

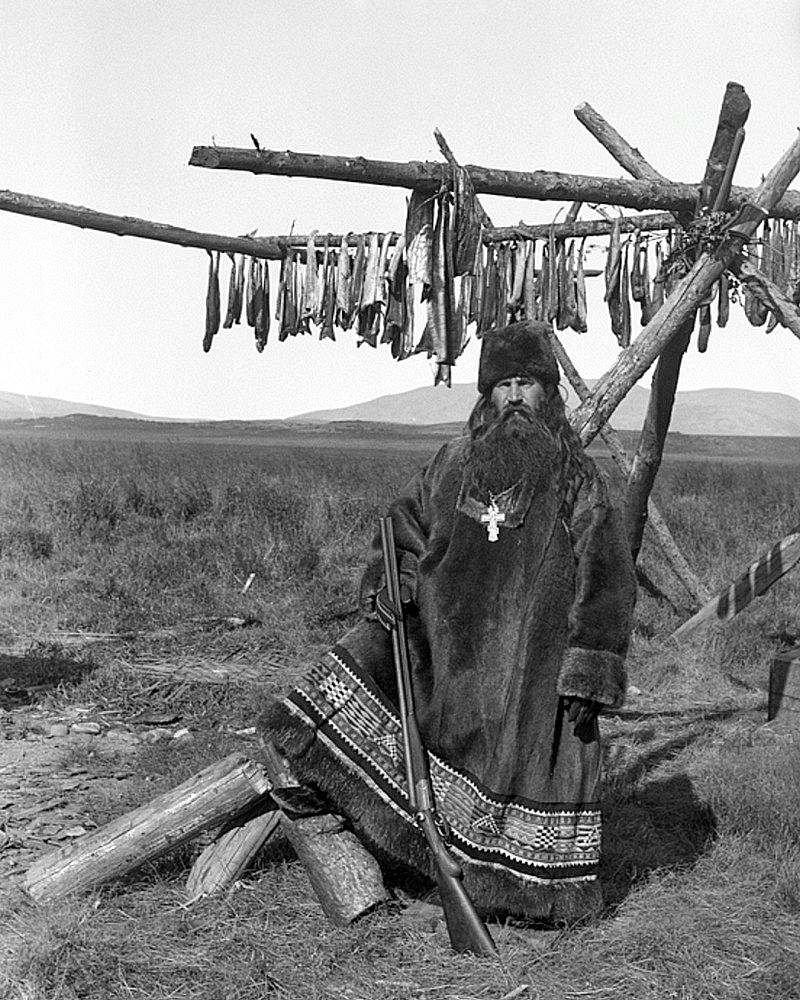
Православный священник на фоне заготавливаемой юколы

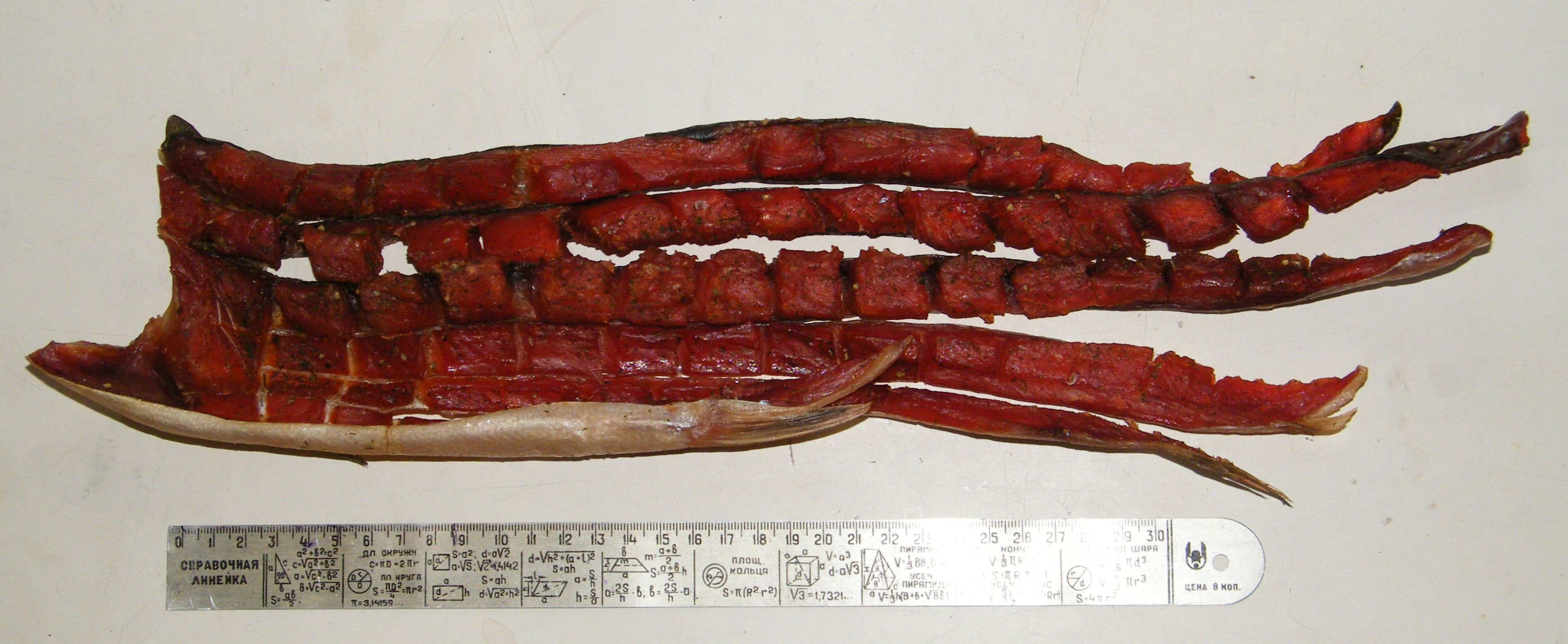
Юкола из кеты — деликатес

Для мяса и рыбы вяление оказывается родственно копчению, однако вместо костра источником тепла служит яркое солнце. Воздействие ультрафиолетовых лучей приводит к химическому изменению белков, а жир в тушке перераспределяется по всей толще мышц. Это даёт возможность употреблять в пищу рыбу без дальнейшей кулинарной обработки, а мясо — при незначительной обработке.

### Подготовка
Мясо и рыба подготавливаются так же, как для ускоренного копчения. После просолки тонкие полосы мяса, тушки рыбы вывешивают на открытом воздухе, лучше всего на ветру.
В случае наличия насекомых мясо окуривают дымом коптящего костра (при этом получается копчёно-вяленый продукт) или используют короба или занавеси.
Вяление, как правило, достигается путём сушки на открытом воздухе, в полуоткрытом или насквозь открытом помещении, на сильном ветру, в сильном потоке воздуха, так, чтобы продукт всё время подвергался действию воздушных масс (ветер, сквозняк); при этом температура воздуха по сравнению с его движением играет подчинённую, вспомогательную роль и не должна выходить за определённые пределы.
Поскольку естественный ток воздуха всегда интенсивнее в удалении от поверхности земли, то вяление рекомендуется вести как можно выше человеческого роста и располагать пищевой продукт так, чтобы он был обдуваем со всех сторон. С этой целью продукт никогда не кладут на горизонтальную плоскость, а всегда подвешивают в вертикальном положении. Это гарантирует быстрое и качественное завяливание.

### Длительность обработки
В сухую ветреную погоду мясо и мелкая рыба приходят в хорошо провяленное состояние за 2-3 дня. Однако в зависимости от величины рыбы и от состояния погоды вяление рыбы может длиться и более двух недель.
Хорошо вывяленная рыба имеет влаги не более 38 %, чистую чешую, малосольность (до 10 %) и жирное мясо.
Наиболее распространено вяление целиком следующих видов рыбы:
- воблы и тарани (в просторечии эти слова нередко употребляются по отношению к вяленой рыбе вообще)
- сазан, шемая, рыбец и др.
- азиатская корюшка

Вялением заготавливаются спинки (балыки) и брюшные части (тёши):
- осетровых рыб (осётр и севрюга)
- лососёвых рыб (белорыбица, нельма)
- сиговых рыб (омуль, муксун)

### Приготовление блюд из мяса
При приготовлении блюд используется предварительно отмоченное в подсоленной воде вяленое мясо. Обычно такое мясо варят или тушат.

### Хранение
Хранение осуществляется в сухом месте. Вяленые овощи и фрукты (например, томаты) можно хранить в масле.

## Некоторые примеры
- в Южной Америке изготовляется чарки (исп. charque, от кечуа ch'arki) — несолёное вяленое мясо. Отсюда же североамериканское наименование этого продукта: джерки (англ. jerky).
- Среди индейцев Северной Америки распространено приготовление мясного порошка — пеммикана (в дальнейшем, правда, это название получил класс продуктов, вне зависимости от способа приготовления).